# Chiesa di Santa Maria Maddalena (Bordighera)
La chiesa di Santa Maria Maddalena è un luogo di culto cattolico situato nel comune di Bordighera, in piazza del Popolo, in provincia di Imperia. La chiesa è sede della parrocchia omonima del vicariato di Bordighera e Valle Nervia della diocesi di Ventimiglia-San Remo. La chiesa fa parte degli immobili tutelati dalla Soprintendenza per i Beni Architettonici e Paesaggistici della Liguria.

## Storia e descrizione

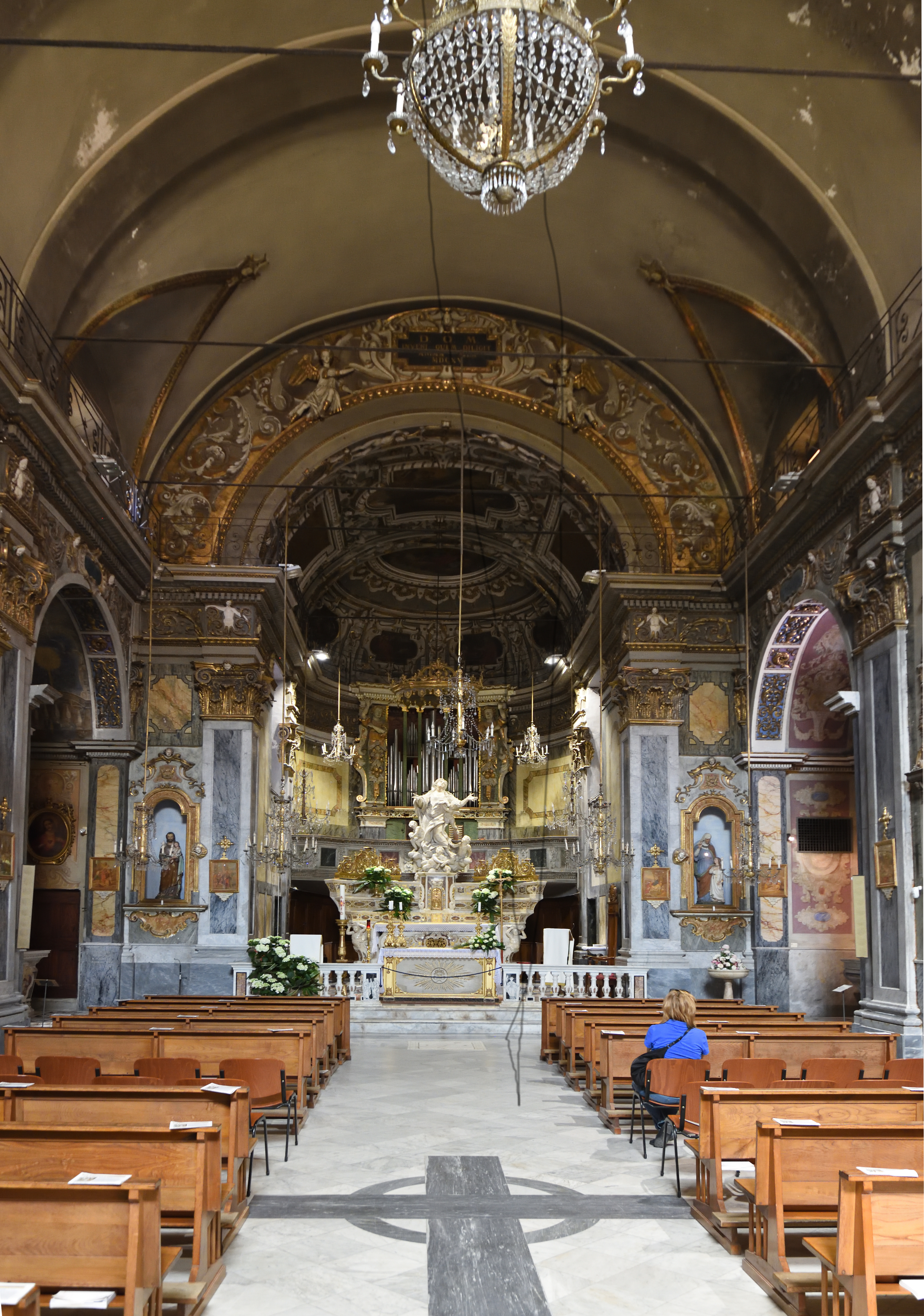
La navata

Eretta nel XVII secolo antistante la piazza del Popolo, fu consacrata nel 1617 e in seguito ristrutturata nel 1866 abbellendola con nuove decorazioni in stucco e oro zecchino. Secondo i racconti locali i lavori di ristrutturazione furono pagati dagli stessi abitanti, grazie alla donazione spontanea di vari monili consegnati al parroco e successivamente fusi.
Tra il 1881 e il 1883 vi fu un secondo restauro e sembra che il parroco, padre Giacomo Viale, a causa delle ridottissime disponibilità economiche, sollecitò impresari, artisti e uomini di cultura a partecipare, in vario modo, ai lavori di restauro dell'edificio religioso. È grazie a una lettera degli impresari Mombelli e Bulgheroni, che si è appreso dell'invio delle piantine della chiesa a Charles Garnier. Senza dati certi si può forse supporre che Garnier partecipò con dei semplici consigli al restauro della chiesa, ma non si conoscono con certezza i dettagli.
La facciata, decorata con stucchi in stile rococò, è del 1906.
Al di sopra del portale è presente un affresco raffigurante la Maria Maddalena, opera del 1742 di Giacomo Raimondo e in seguito rifatto nel 1922 da Luigi Morgari. Gli stucchi, datati al 1670, sono opera di Francesco Marvaldi membro della famiglia dei Marvaldi di Candeasco presso Oneglia, architetti di grande fama all'epoca. Il lampadario posto al centro della volta è dono della regina Margherita di Savoia.
Sull'altare maggiore è presente una statua in marmo del XVIII secolo, la Maddalena in Gloria, disegnata da Filippo Parodi e forse scolpita dal figlio Domenico Parodi tra il 1714 e il 1717. La statua lignea della Madonna del Rosario del 1702 è invece collocata sull'altare del Rosario, mentre la celebre statua in cera in cui sono poste le reliquie di sant'Ampelio - patrono di Bordighera - è posizionata nel secondo altare sulla destra della chiesa.
Il campanile, separato dalla chiesa, svetta sopra una loggia del tardo medioevo, dominando il profilo della Città Vecchia con la guglia decorata con tegole di maiolica dipinta. Anticamente fu una torre di avvistamento medievale, usata dagli abitanti per scorgere nel mare eventuali imbarcazioni piratesche, frequenti nel periodo. La torre fu in seguito sopraelevata e trasformata nel XVIII secolo nell'attuale campanile.